# Circoscrizione elettorale Sicilia (Regno d'Italia)
La circoscrizione elettorale Sicilia è stata una circoscrizione elettorale di lista del Regno d'Italia per l'elezione della Camera dei deputati.

## Storia
La circoscrizione fu creata con l'istituzione del collegio unico nazionale tramite regio decreto del 13 dicembre 1923, n. 2694.
Sulla base del censimento della popolazione del 1921, alla circoscrizione vennero assegnati 57 deputati (38 per la lista prevalente e 19 per le liste di minoranza) rispetto ai 52 stabiliti per le corrispondenti province fino alle elezioni del 1921.
La circoscrizione fu abolita con legge 15 febbraio 1925, n. 122.
| Legislature     | VIII | IX   | X    | XI   | XII  | XIII | XIV  | XV   | XVI  | XVII | XVIII | XIX  | XX   | XXI  | XXII | XXIII | XXIV | XXV  | XXVI | XXVII | XXVIII | XXIX | XXX  |
| --------------- | ---- | ---- | ---- | ---- | ---- | ---- | ---- | ---- | ---- | ---- | ----- | ---- | ---- | ---- | ---- | ----- | ---- | ---- | ---- | ----- | ------ | ---- | ---- |
| Elezioni        | 1861 | 1865 | 1867 | 1870 | 1874 | 1876 | 1880 | 1882 | 1886 | 1890 | 1892  | 1895 | 1897 | 1900 | 1904 | 1909  | 1913 | 1919 | 1921 | 1924  | 1929   | 1934 | 1939 |
| Deputati eletti |      |      |      |      |      |      |      |      |      |      |       |      |      |      |      |       |      |      |      | 57    |        |      |      |
|                 |      |      |      |      |      |      |      |      |      |      |       |      |      |      |      |       |      |      |      |       |        |      |      |
| Totale eletti   | 443  | 493  | 493  | 508  | 508  | 508  | 508  | 508  | 508  | 508  | 508   | 508  | 508  | 508  | 508  | 508   | 508  | 508  | 535  | 535   | 400    | 400  |      |
| Numero collegi  | 443  | 493  | 493  | 508  | 508  | 508  | 508  | 135  | 135  | 135  | 508   | 508  | 508  | 508  | 508  | 508   | 508  | 54   | 40   | 15    | 1      | 1    |      |

## Territorio
Comprendeva le province di Palermo, Caltanissetta, Catania, Girgenti, Messina, Siracusa e Trapani e aveva come capoluogo Palermo.

## Dati elettorali
| Partito                            | Partito                            | Risultati 6 aprile 1924 | Risultati 6 aprile 1924 | Risultati 6 aprile 1924 | Seggi | Seggi |
| Partito                            | Partito                            | Voti                    | %                       | ±                       | Num   | ±     |
| ---------------------------------- | ---------------------------------- | ----------------------- | ----------------------- | ----------------------- | ----- | ----- |
|                                    | Nazionale                          | 475 495                 | 69,84                   | n.d.                    | 38    | n.d.  |
|                                    | Democratico sociale                | 75 349                  | 11,07                   | n.d.                    | 7     | n.d.  |
|                                    | Opposizione costituzionale         | 40 569                  | 5,96                    | n.d.                    | 4     | n.d.  |
|                                    | Popolare                           | 30 764                  | 4,52                    | n.d.                    | 3     | n.d.  |
|                                    | Socialista unitario                | 14 736                  | 2,16                    | n.d.                    | 1     | n.d.  |
|                                    | Liberale                           | 12 887                  | 1,89                    | n.d.                    | 1     | n.d.  |
|                                    | Comunista                          | 10 840                  | 1,59                    | n.d.                    | 1     | n.d.  |
|                                    | Socialista massimalista            | 7 673                   | 1,13                    | n.d.                    | 1     | n.d.  |
|                                    | Opposizione costituzionale         | 6 054                   | 0,89                    | n.d.                    | 1     | n.d.  |
|                                    | Repubblicano                       | 2 390                   | 0,35                    | n.d.                    | 0     | n.d.  |
|                                    | Liberale                           | 2 228                   | 0,33                    | n.d.                    | 0     | n.d.  |
|                                    | Liberale indipendente              | 1 875                   | 0,28                    | n.d.                    | 0     | n.d.  |
|                                    |                                    |                         |                         |                         |       |       |
| Iscritti                           | Iscritti                           | 1 270 334               | 100,00                  |                         |       |       |
| ↳ Votanti (% su iscritti)          | ↳ Votanti (% su iscritti)          | 707 038                 | 55,66                   | n.d.                    |       |       |
| ↳ Voti validi (% su votanti)       | ↳ Voti validi (% su votanti)       | 680 860                 | 96,30                   |                         |       |       |
| ↳ Schede non valide (% su votanti) | ↳ Schede non valide (% su votanti) | 26 178                  | 3,70                    |                         |       |       |
| ↳ Astenuti (% su iscritti)         | ↳ Astenuti (% su iscritti)         | 563 296                 | 44,34                   |                         |       |       |

|  | Vittorio Emanuele Orlando |  | Giuseppe Lanza di Trabia             |  | Giovanni Antonio Colonna di Cesarò |
|  | Angelo Abisso             |  | Leone Leone                          |  | Giuseppe Faranda                   |
|  | Antonio Alfredo Armato    |  | Damiano Lipani                       |  | Luigi Fulci                        |
|  | Augusto Bette             |  | Luigi Macchi                         |  | Giovanni Guarino Amella            |
|  | Salvatore Bonajuto        |  | Dante Majorana Calatabiano           |  | Giovanni Lo Monte                  |
|  | Carlo Carnazza            |  | Giuseppe Muscatello                  |  | Nunzio Nasi                        |
|  | Gabriello Carnazza        |  | Francesco Musotto                    |  | Empedocle Restivo                  |
|  | Michele Crisafulli Mondìo |  | Biagio Pace                          |  | Vincenzo Giuffrida                 |
|  | Alfredo Cucco             |  | Paolo Palmisano                      |  | Luigi Macchi                       |
|  | Francesco Saverio D'Ayala |  | Giuseppe Paratore                    |  | Enrico La Loggia                   |
|  | Antonino Di Giorgio       |  | Rosario Pasqualino Vassallo          |  | Vincenzo Luigi Saitta              |
|  | Salvatore Di Marzo        |  | Filippo Pennavaria                   |  | Salvatore Aldisio                  |
|  | Benedetto Fragapane       |  | Giuseppe Pennisi di Santa Margherita |  | Luigi La Rosa                      |
|  | Luigi Gangitano           |  | Gaetano Pirrone                      |  | Francesco Termini                  |
|  | Giuseppe Gentile          |  | Salvatore Riolo                      |  | Filippo Turati                     |
|  | Giuseppe Grassi Voces     |  | Ruggero Romano                       |  | Silvestro Graziano                 |
|  | Guido Jung                |  | Giuseppe Rubino                      |  | Francesco Lo Sardo                 |
|  | Rosario La Bella          |  | Gioacchino Russo                     |  | Arturo Vella                       |
|  | Pietro Lanza di Scalea    |  | Ernesto Vassallo                     |  | Ettore Lombardo Pellegrino         |

Il deputato Turati optò per la circoscrizione Lombardia e risultò eletto il deputato Mariano Costa (primo dei non eletti nella stessa lista).